# Opius basisimplex
Opius basisimplex är en stekelart som beskrevs av Fischer 1979. Opius basisimplex ingår i släktet Opius och familjen bracksteklar. Inga underarter finns listade i Catalogue of Life.